# Ctenus pilosus
Ctenus pilosus là một loài nhện trong họ Ctenidae. Chúng được Pelegrín Franganillo Balboa miêu tả năm 1930 và được phát hiện ở Cuba.